# Королівський замок на Вавелі
Королівський замок на Вавелі — замок, розташований у центрі Кракова, Польща. Побудований за наказом короля Казимира III, він складається з декількох споруд, розташованих навколо головного двору в італійському стилі. Замок, будучи одним з найбільших у Польщі, представляє майже всі європейські архітектурні стилі періодів середньовіччя, відродження та бароко. Королівський замок Вавель і пагорб Вавель являють собою найбільш історично і культурно значущі місця в країні. У 1978 році він став об'єктом Світової Спадщини ЮНЕСКО в складі Історичного центру Кракова.
Протягом століть резиденція королів Польщі та символ польської державності, замок є одним з головних музеїв країни. Заснований у 1930 році, музей охоплює десять кураторських відділів, що відповідають за колекції картин, у тому числі важливу колекцію італійських картин епохи ренесансу, гравюр, скульптур, текстилів, серед яких колекція зброї, броні, кераміки, майсенської порцеляни та меблів Сигізмунда II Августа. Фонди музею східного мистецтва включають найбільшу колекцію османських наметів у Європі. Маючи сім спеціалізованих охоронних студій, музей також є важливим центром збереження витворів мистецтва.

## Галерея

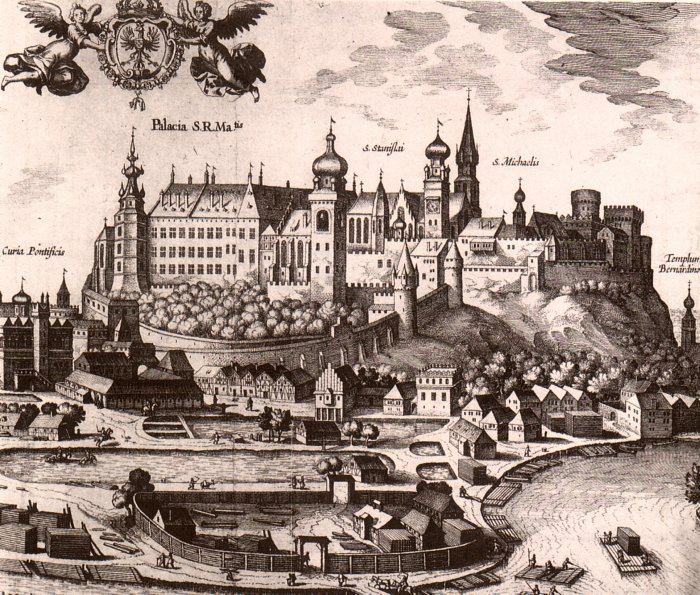
Ксилографія Замку на Вавелі 617 р.
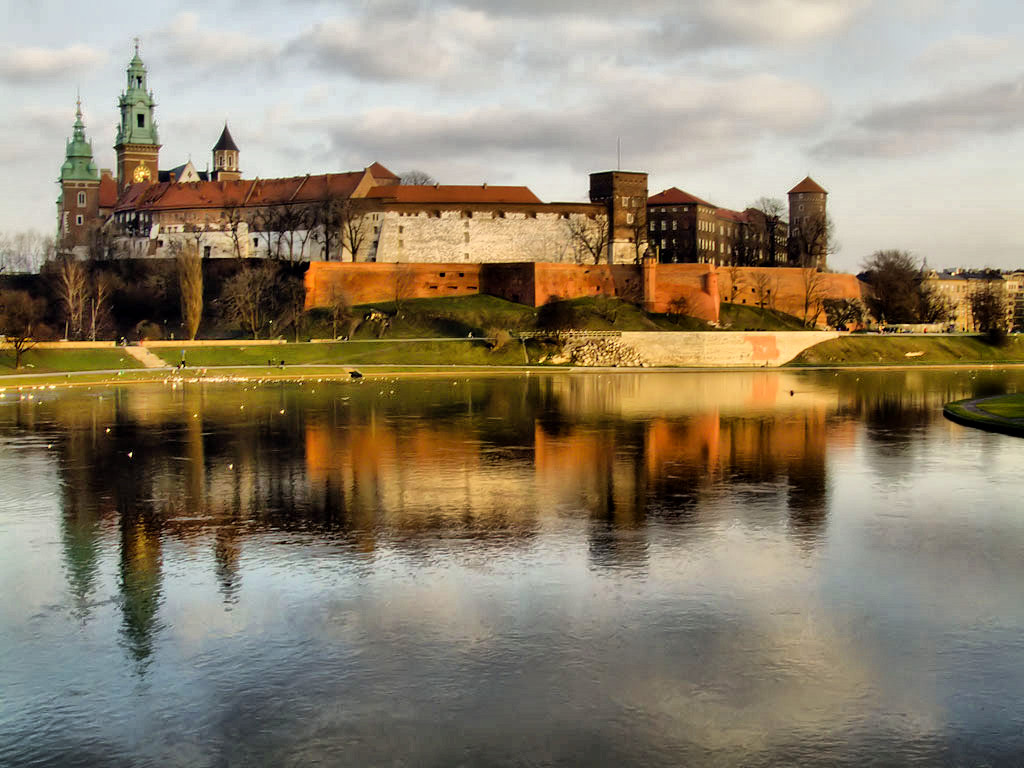
Вид на замок з Дембніцького моста.
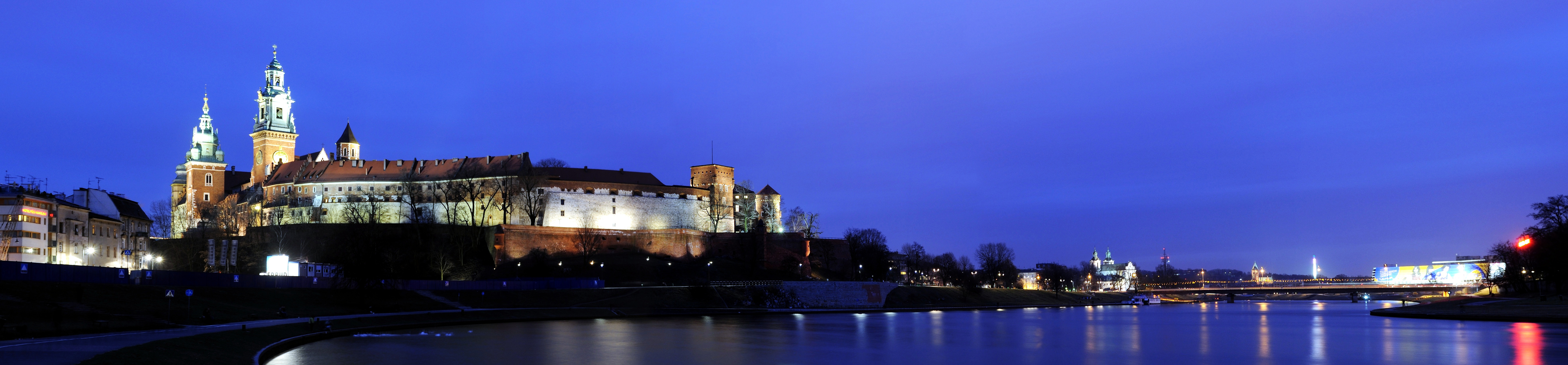
Панорама Вавеля
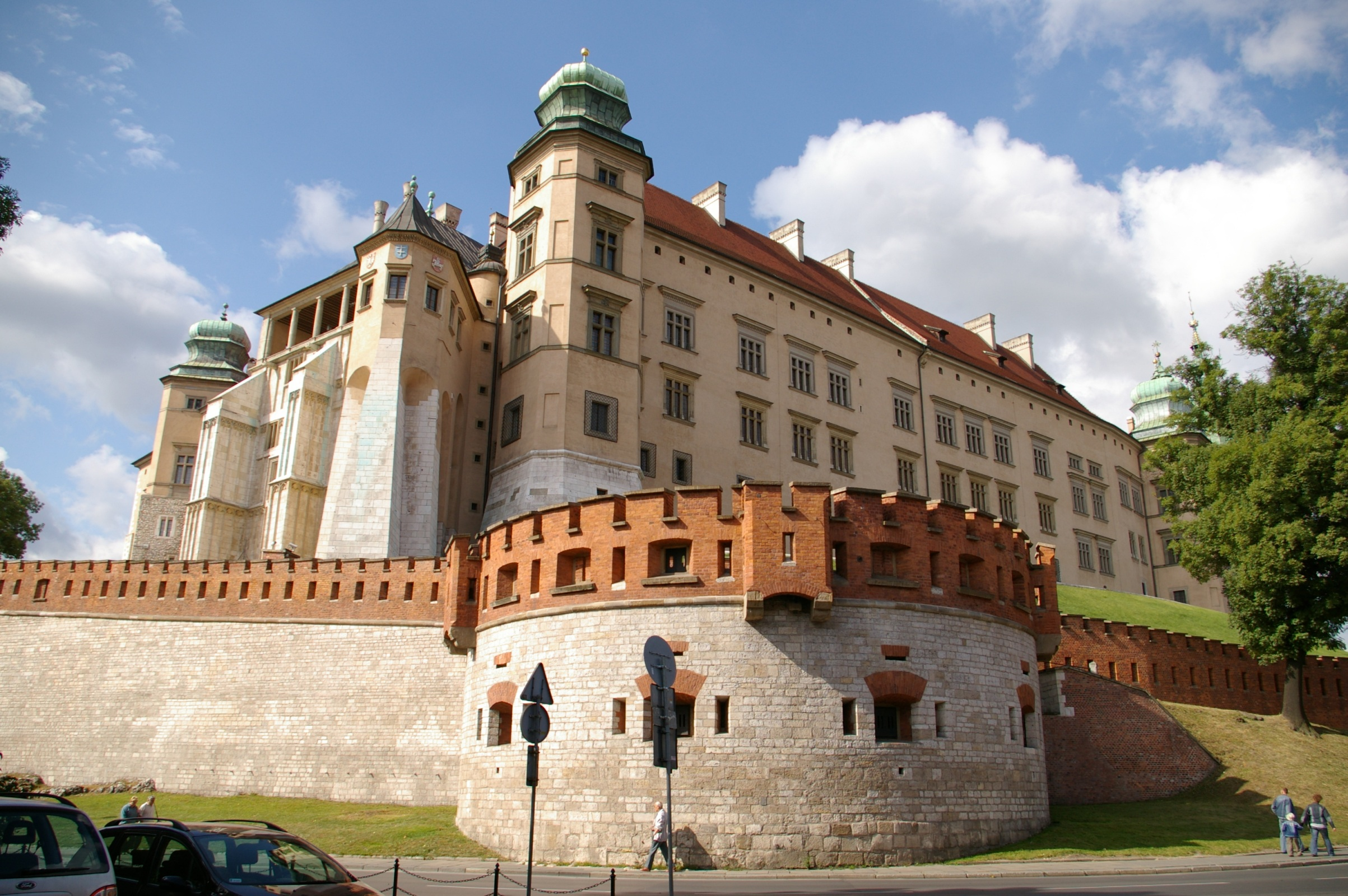
Вежа Сигізмунда III (1595) і захисні стіни.
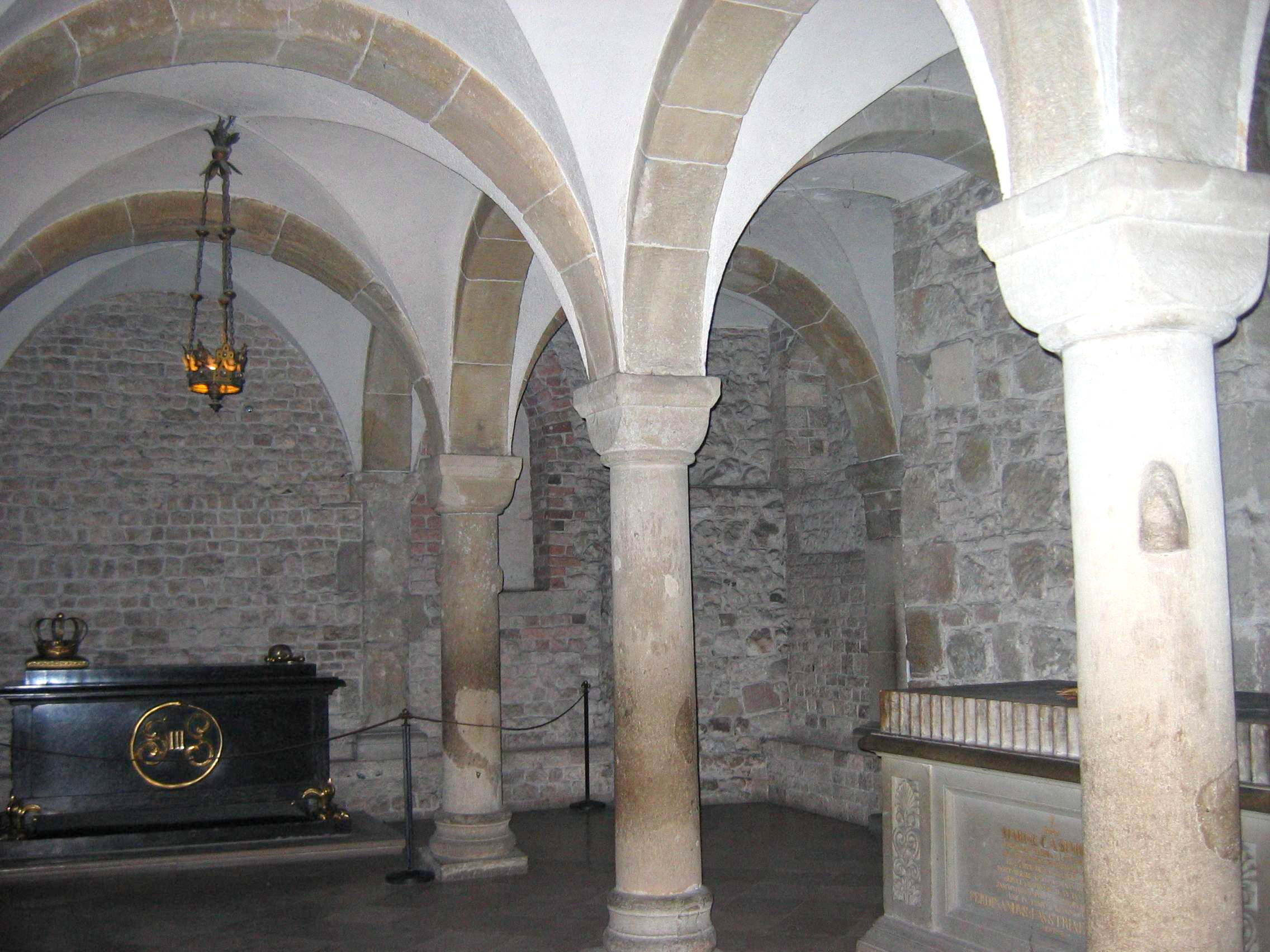
Крипта Святого Леонарда під замком на Вавелі.
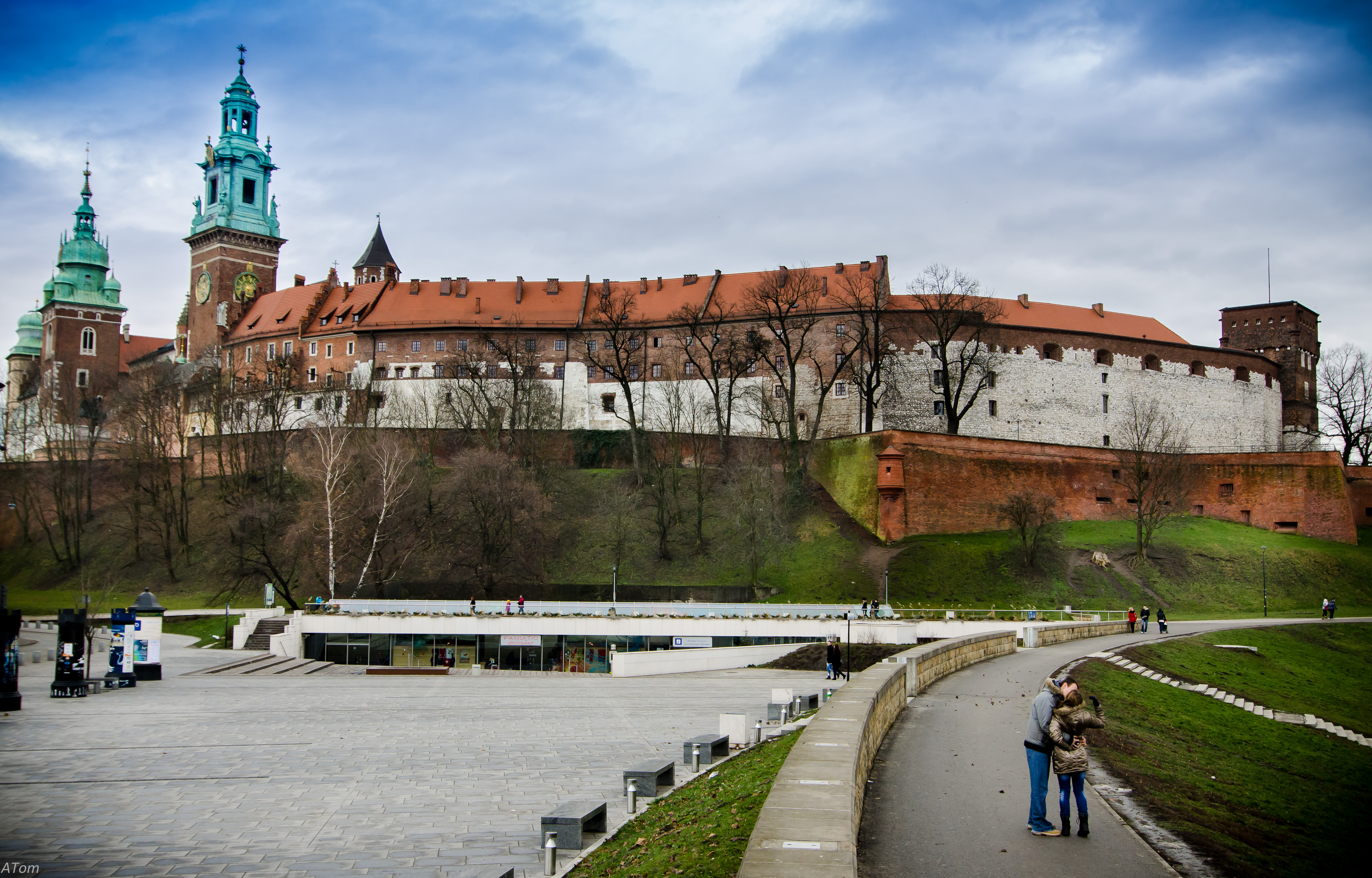
Королівський замок на Вавелі з Віслинських бульварів.
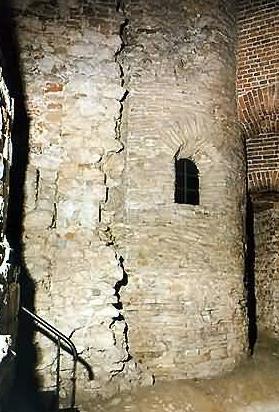
Ротонда св. Фелікса та Адукта, Х-XI століття.
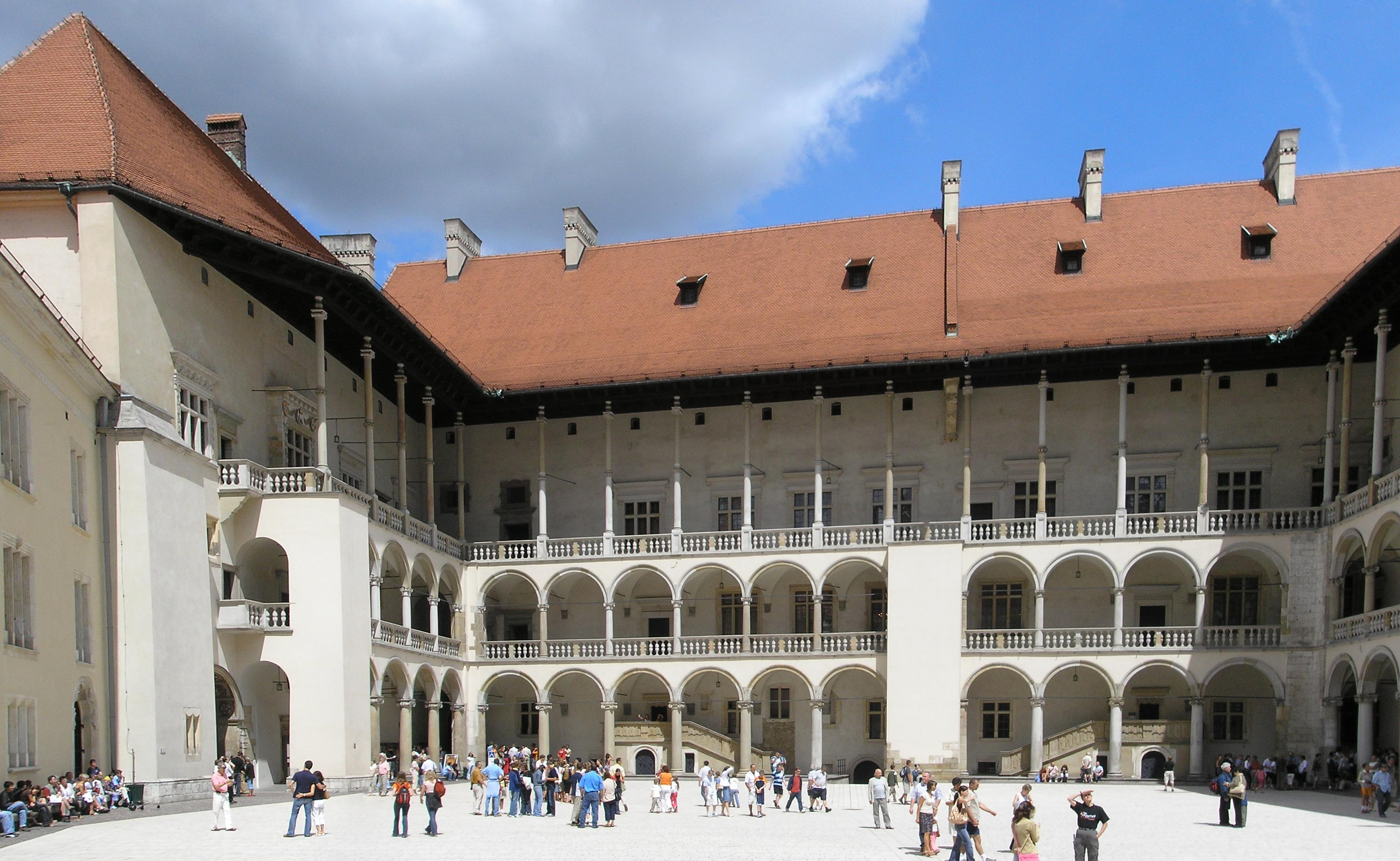
Внутрішній дворик епохи ренесансу XVI століття.
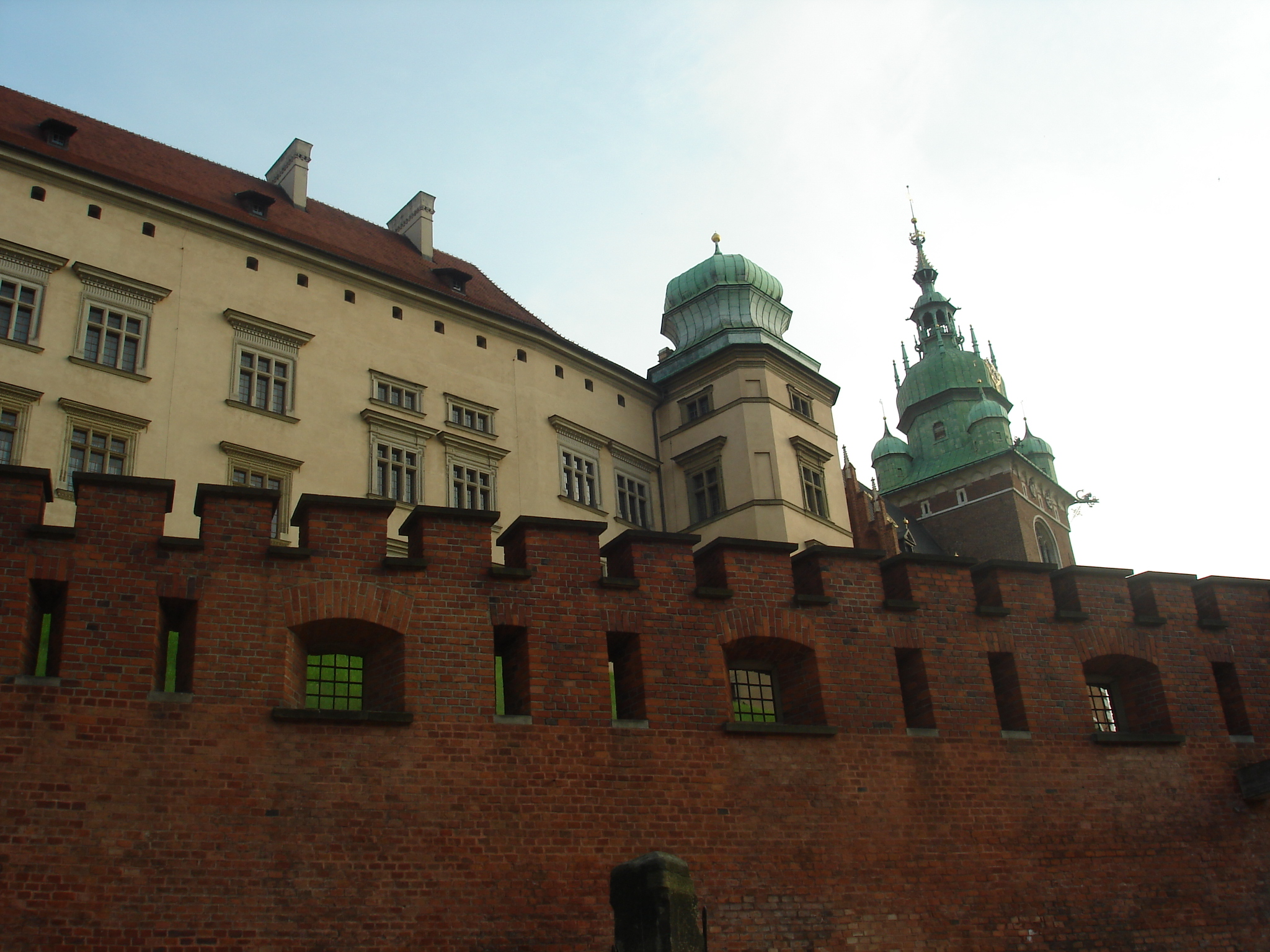
Захисні стіни перед Вежею Сигізмунда.
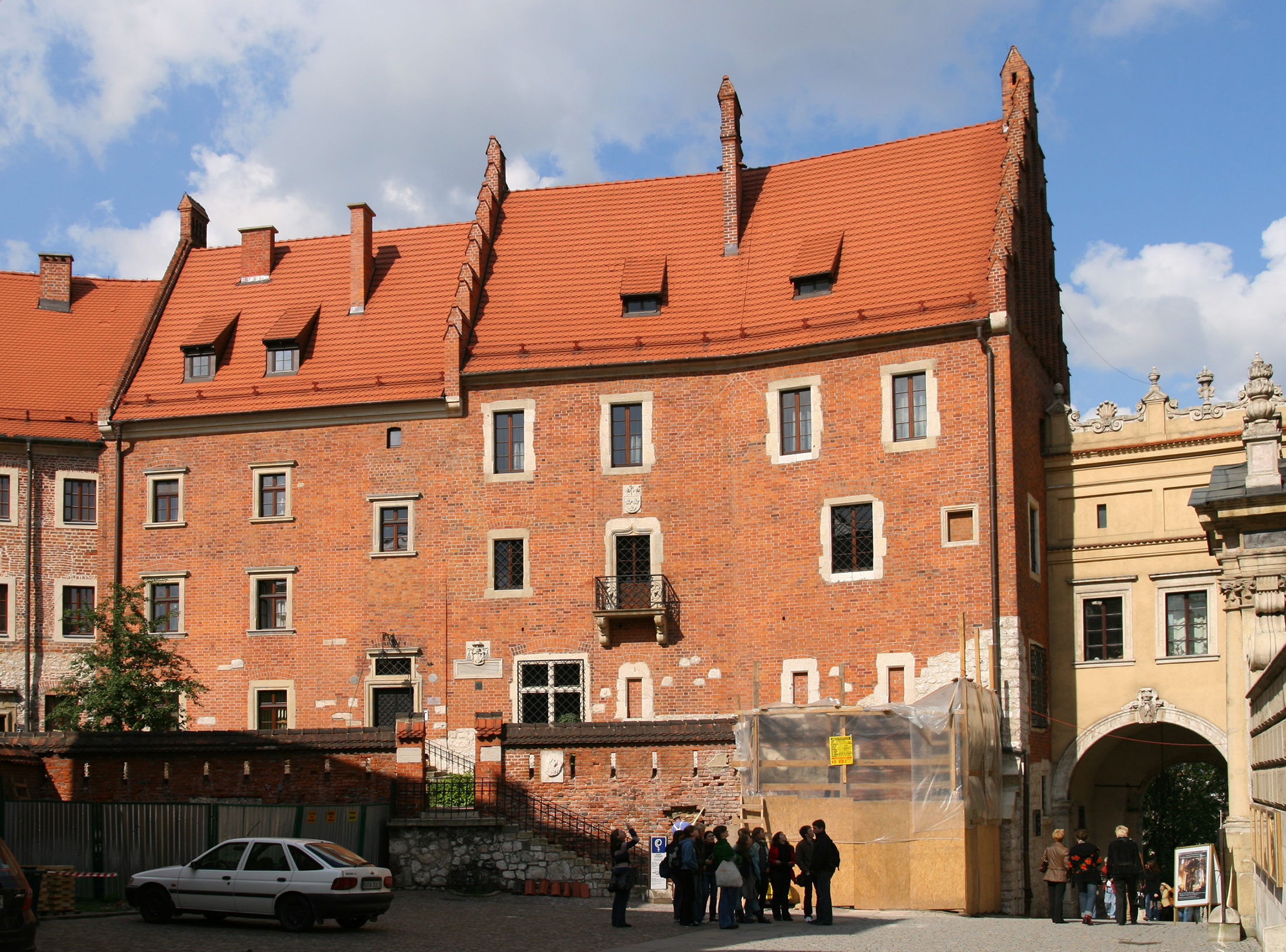
Храм-музей.
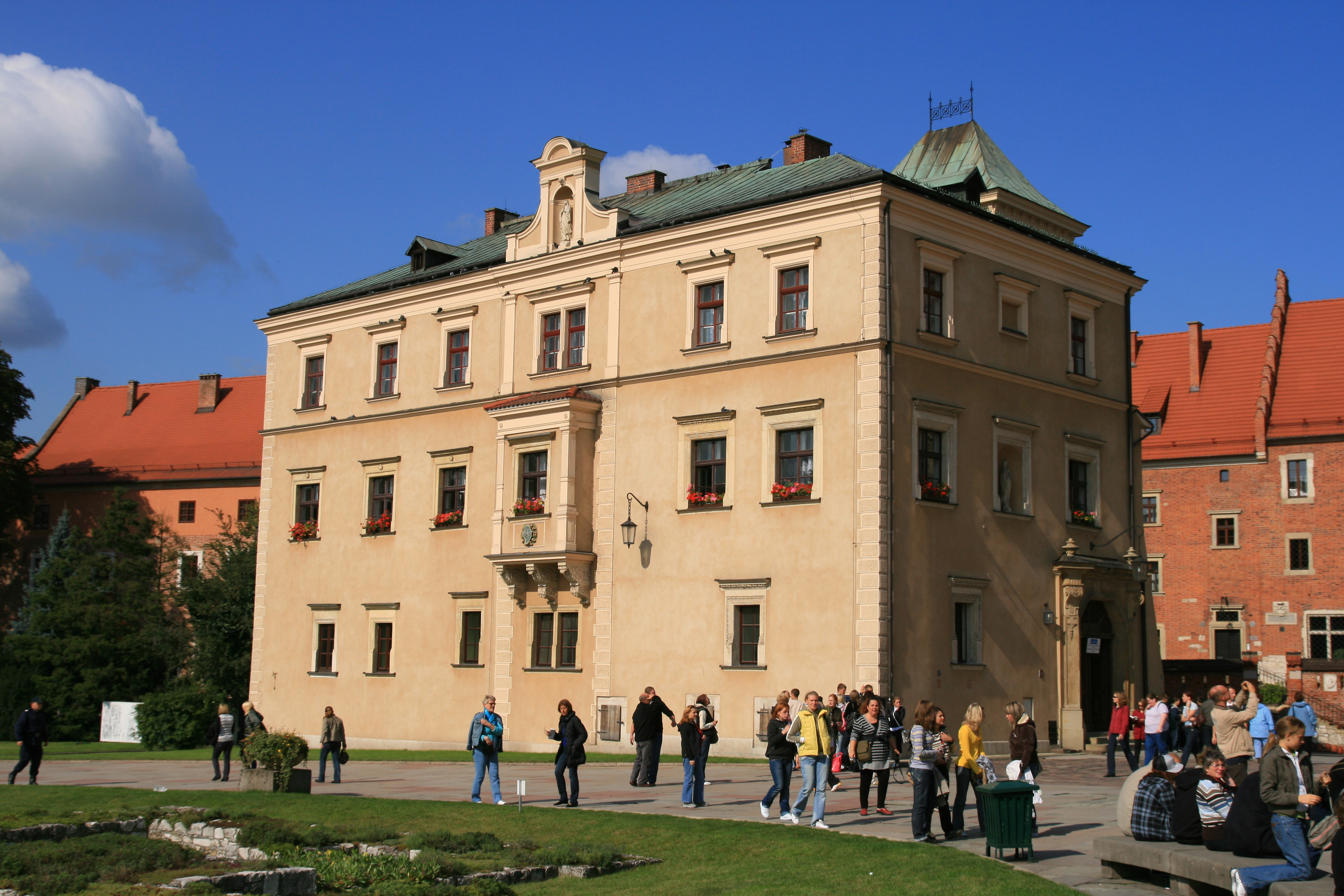
Паризький будинок.
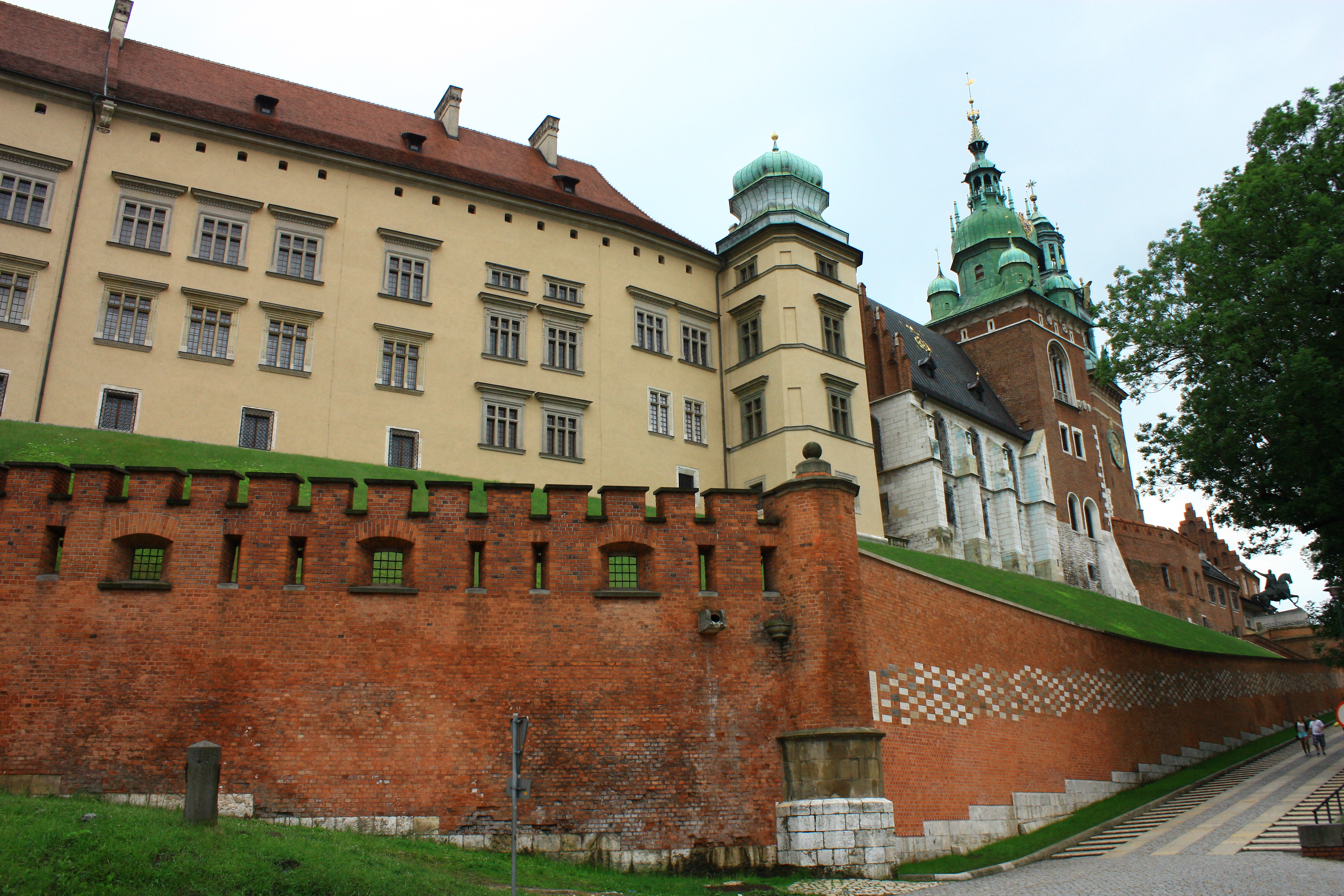
Королівський замок на Вавелі
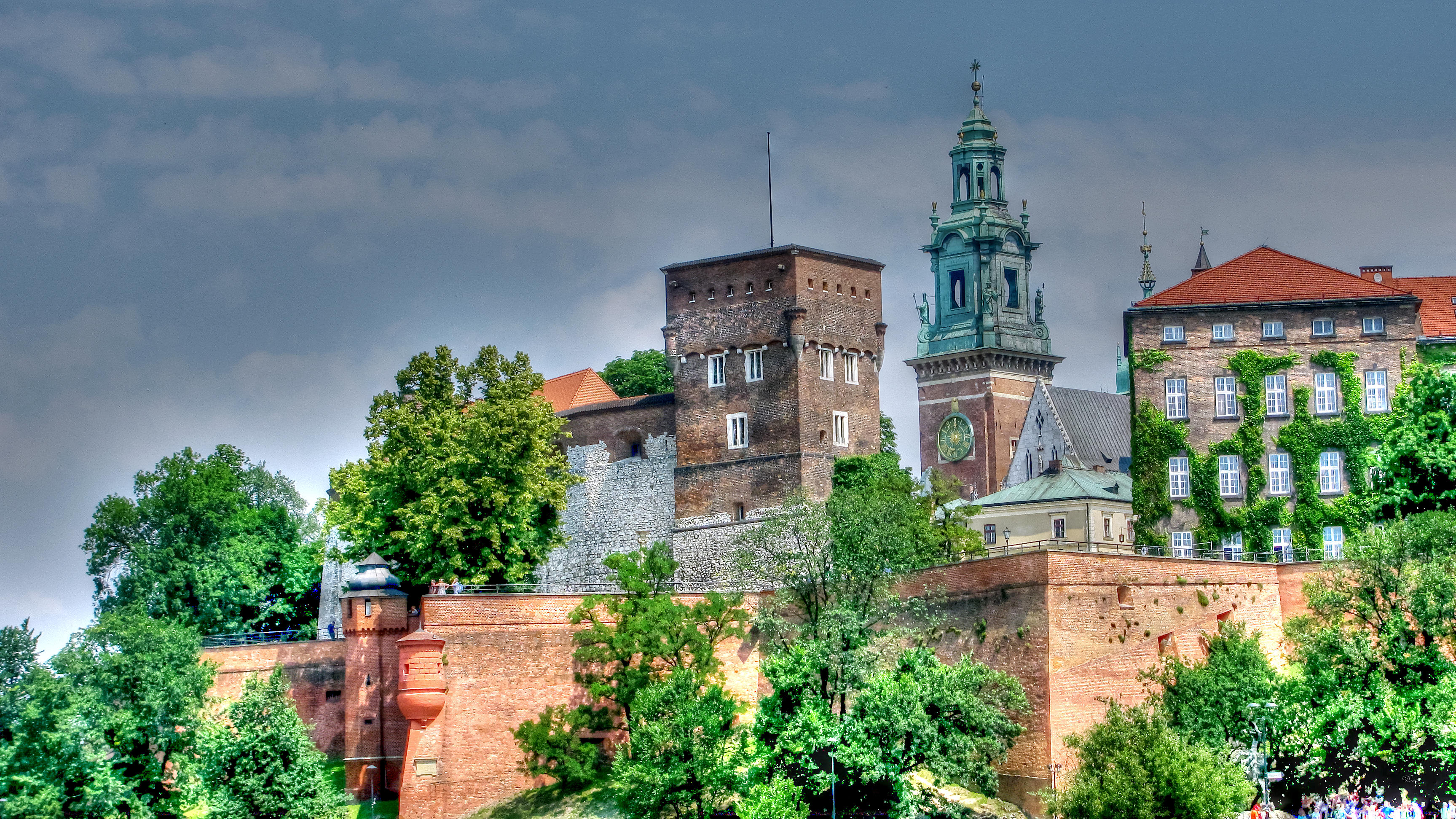
Вавельський замок
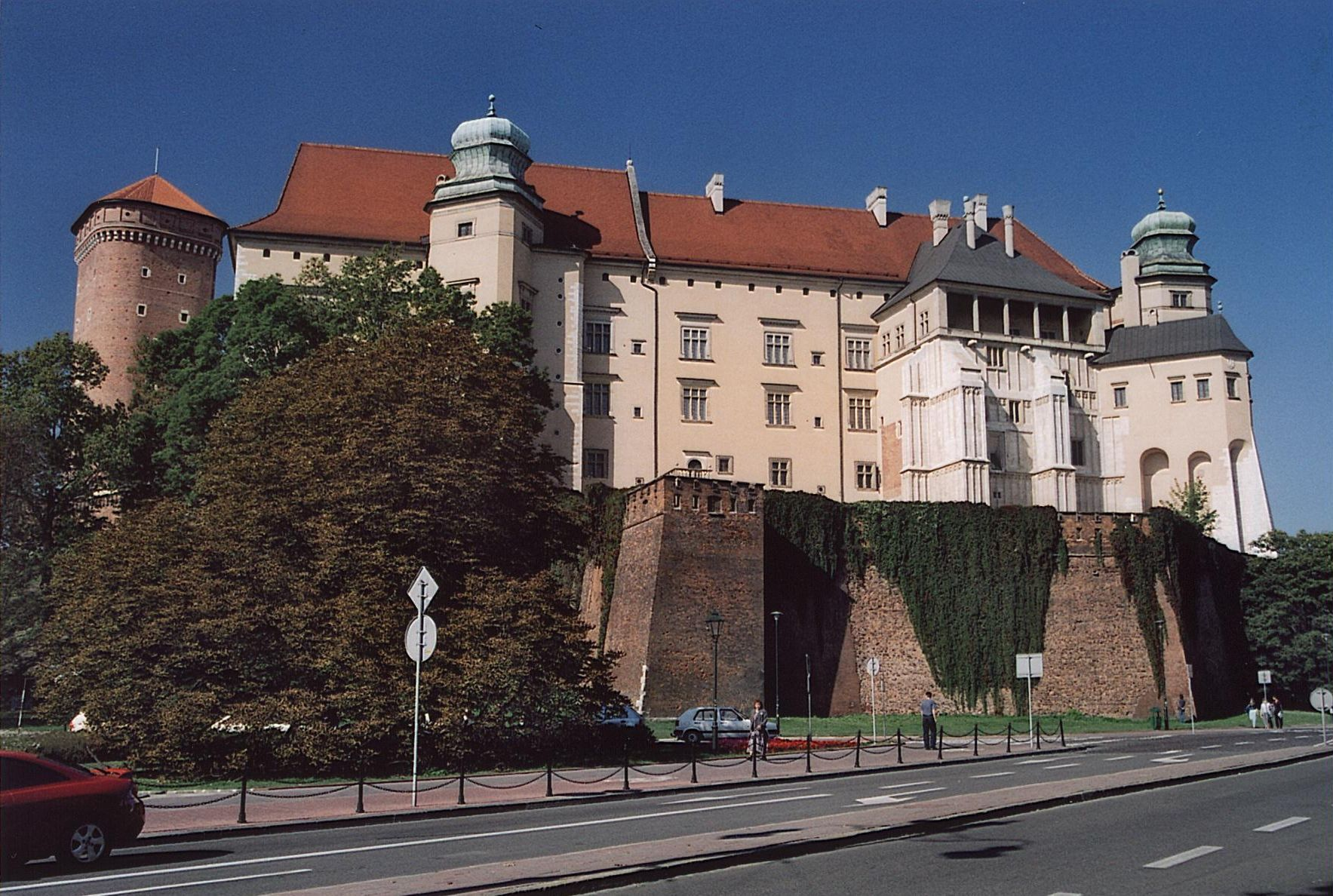
Комплекс Вавельського замку
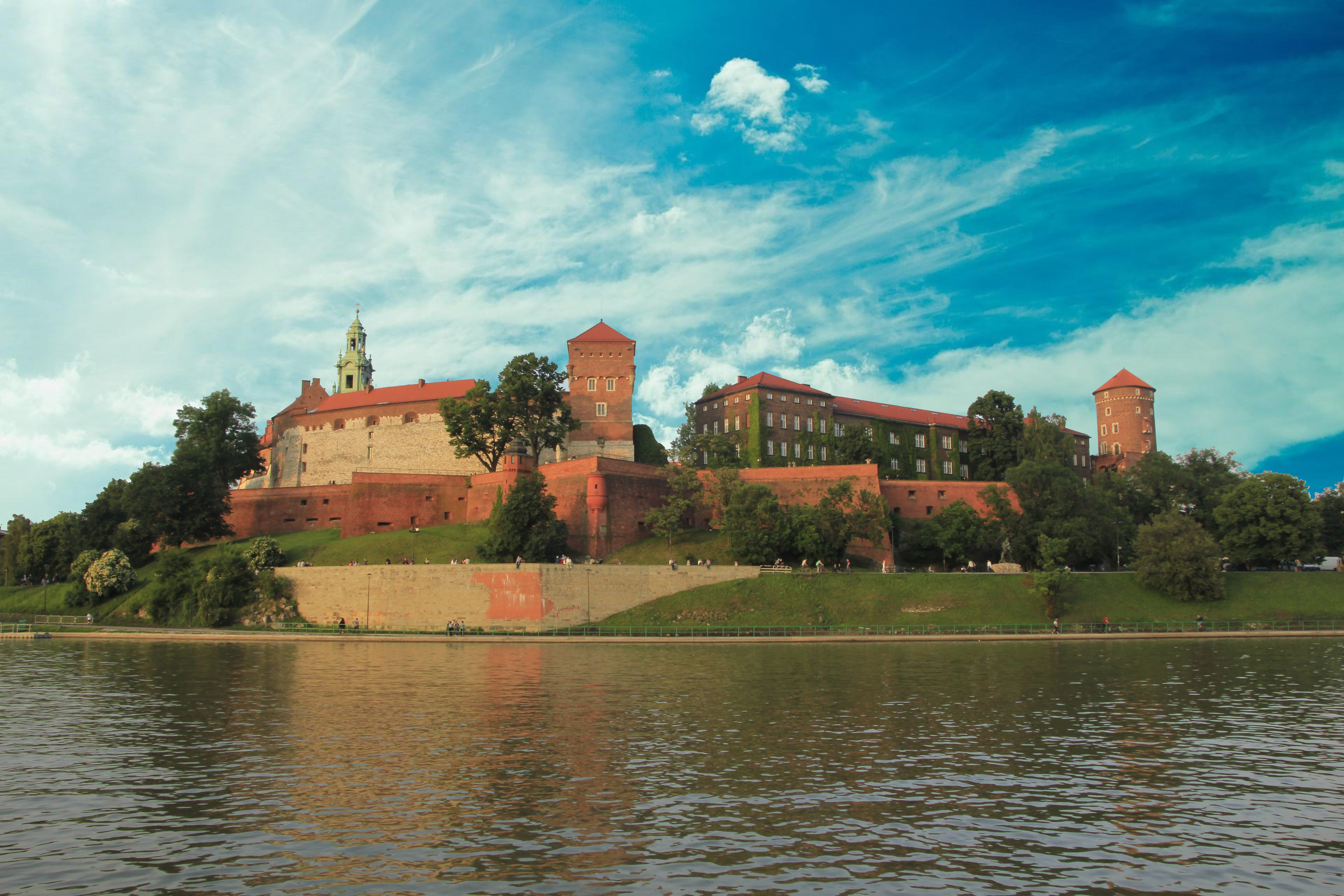
Вид на замок з річки Вісла
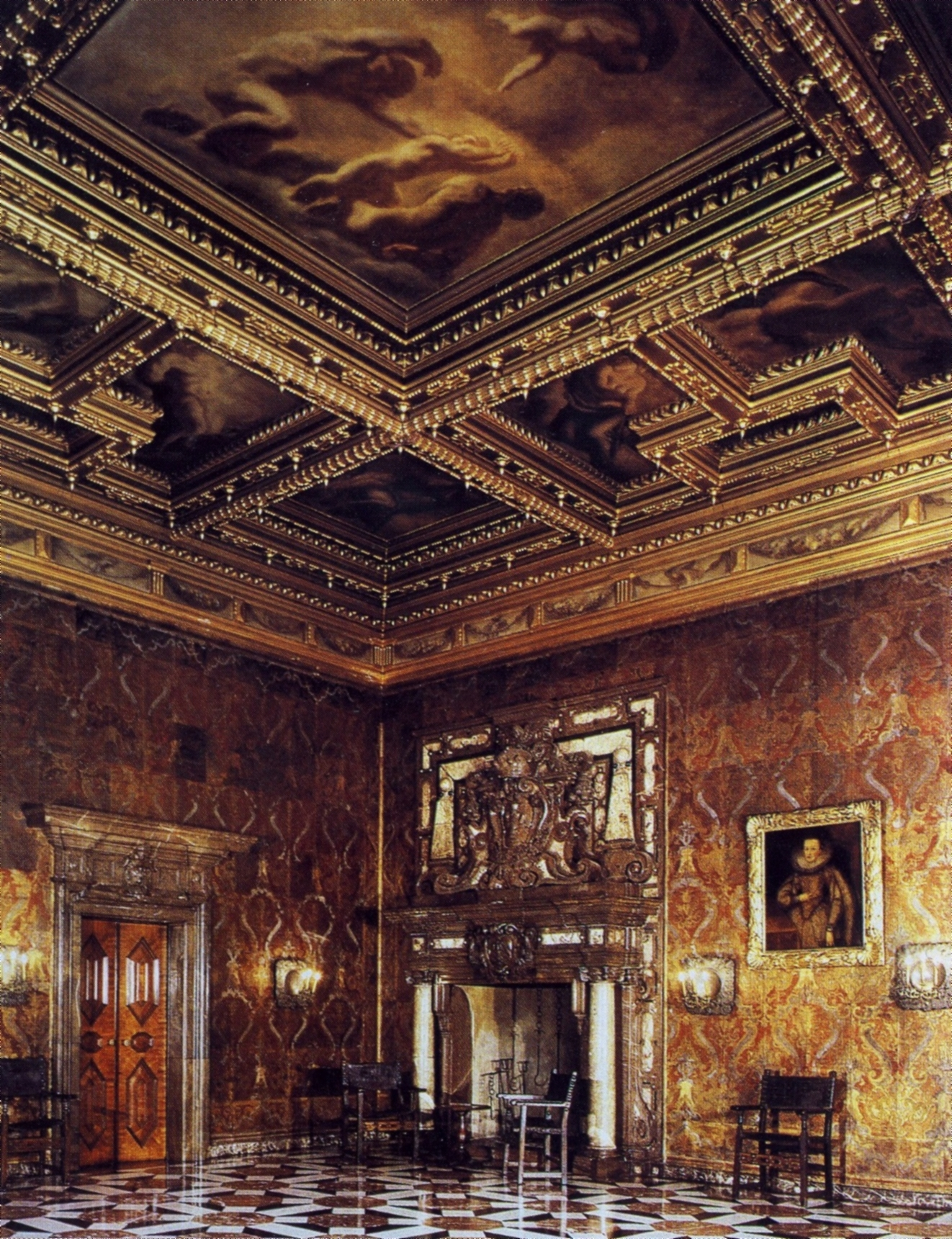
Пташина Кімната у замку на Вавелі
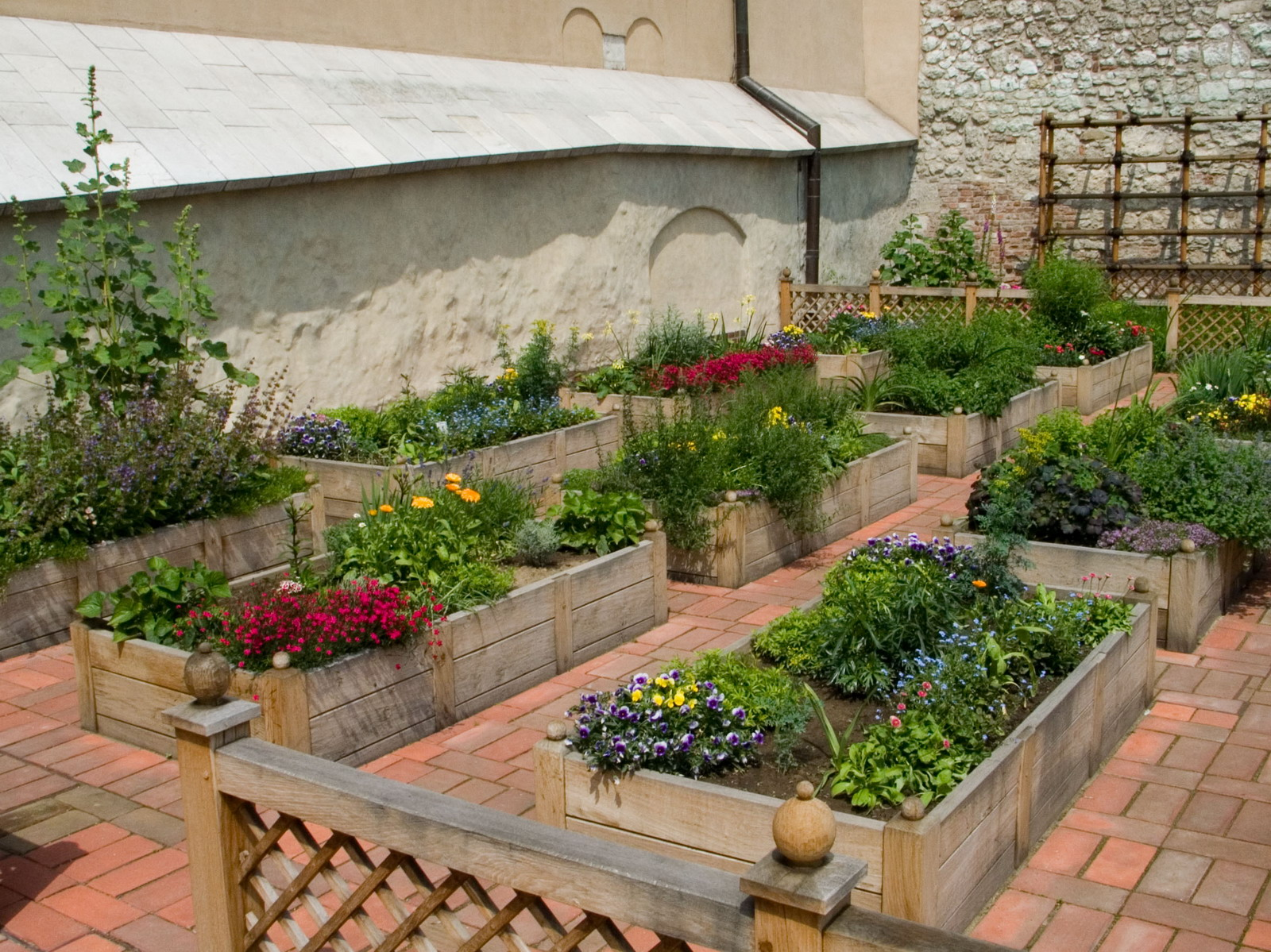
Сад Королеви Бони Сфорци (1536).
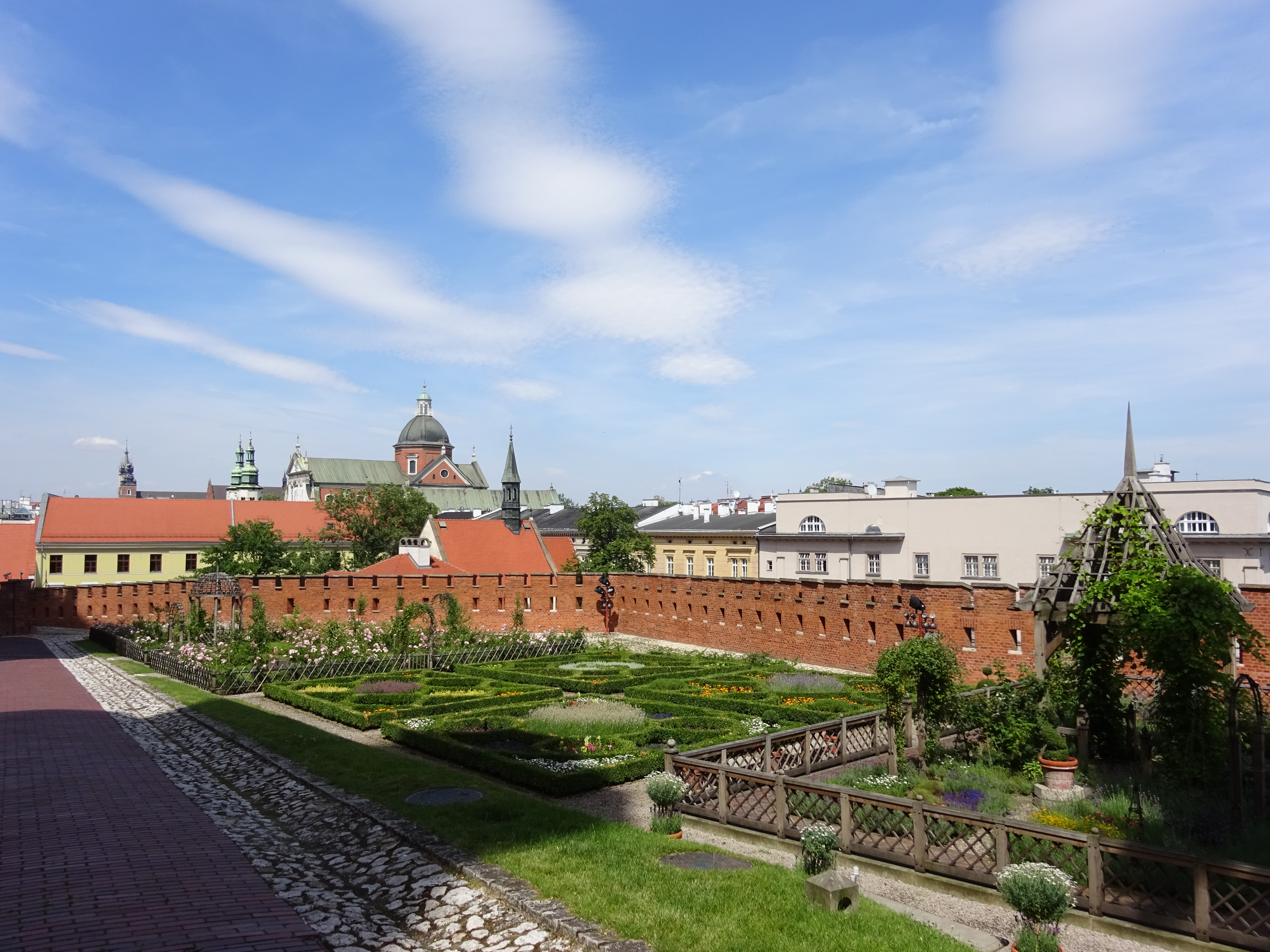
Королівський сад
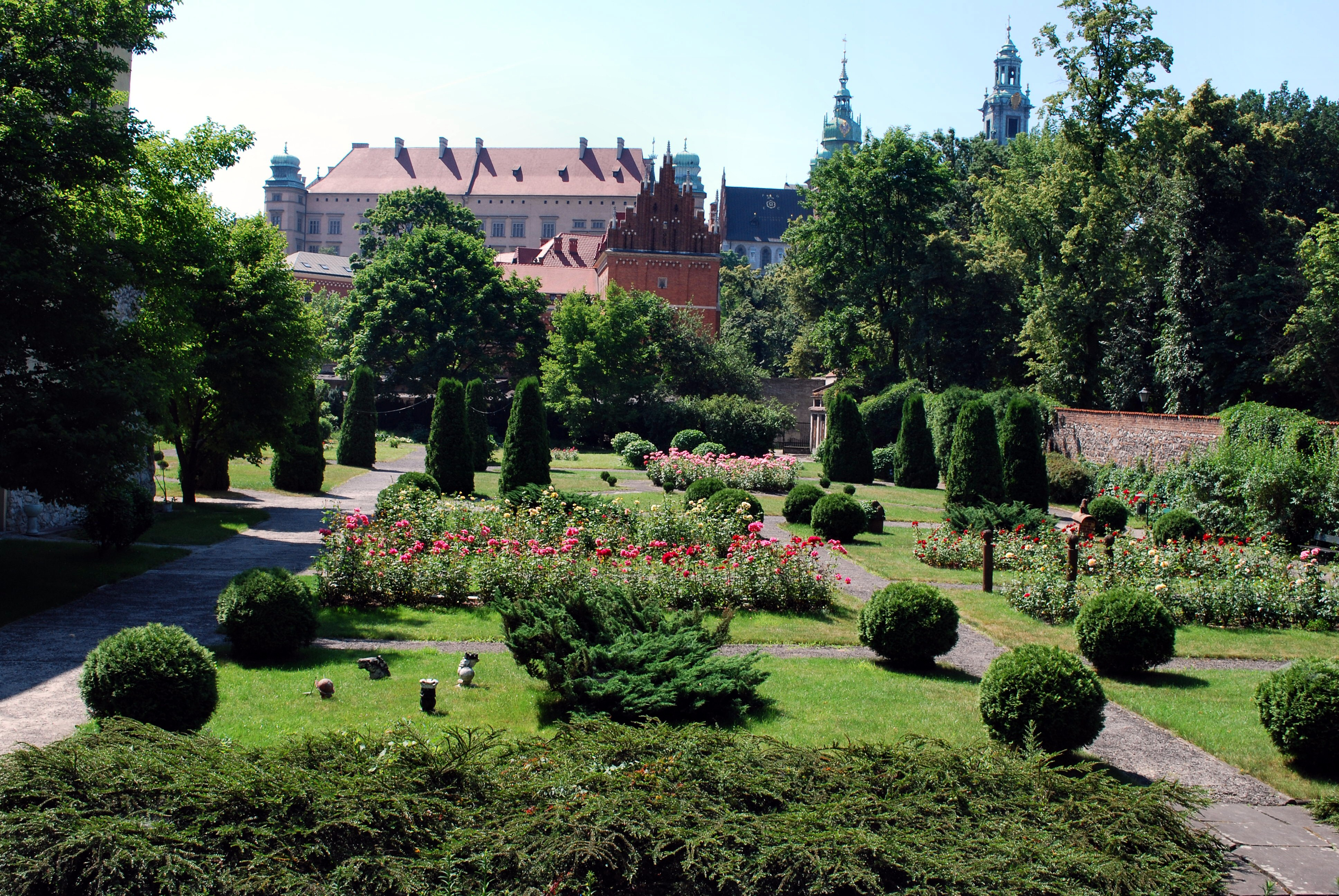
Вид з садів археологічного музею в Кракові
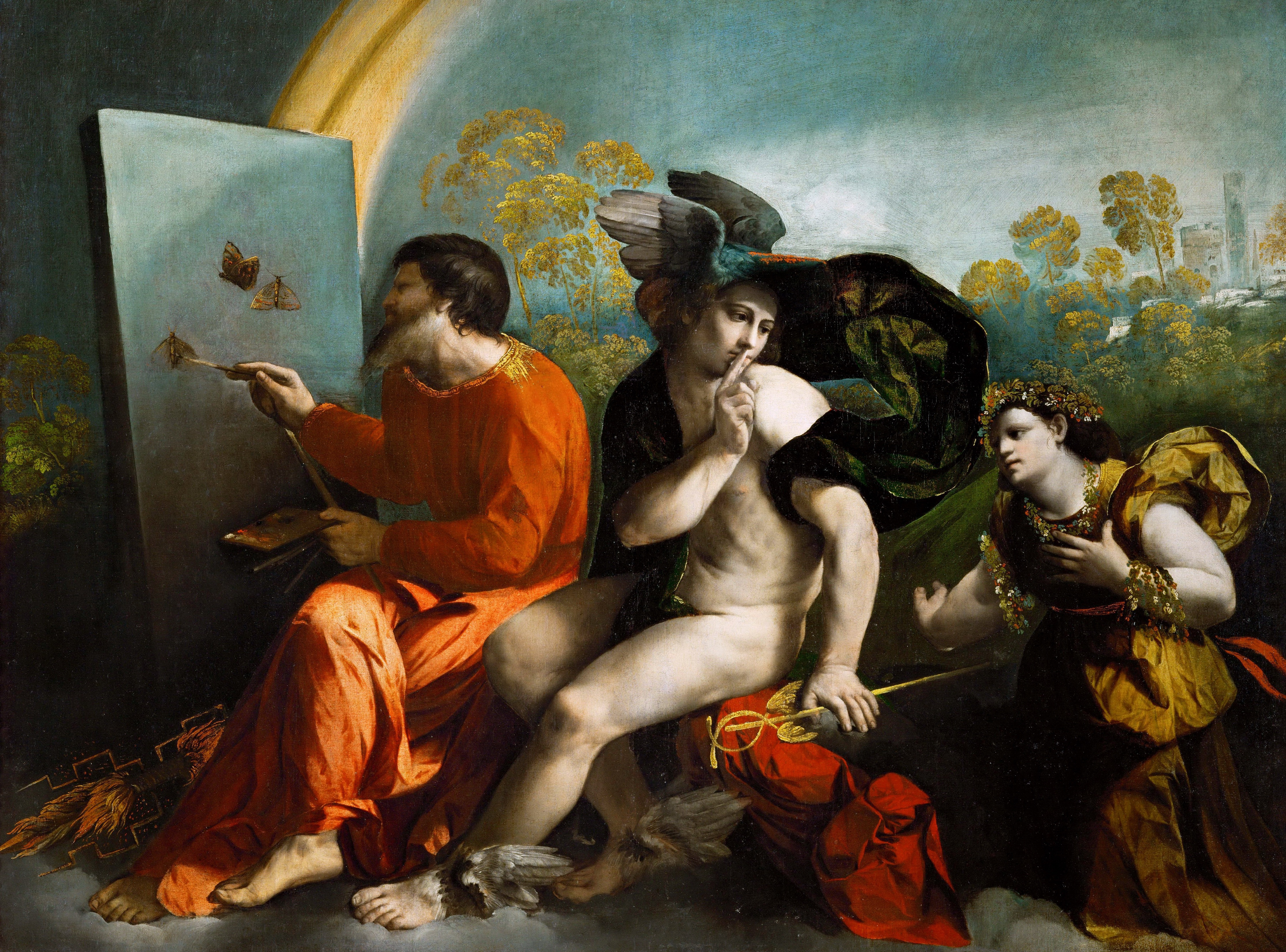
Юпітер малює метеликів картина Доссо Доссі, 1524, є однією з найцінніших картин у колекції замку.
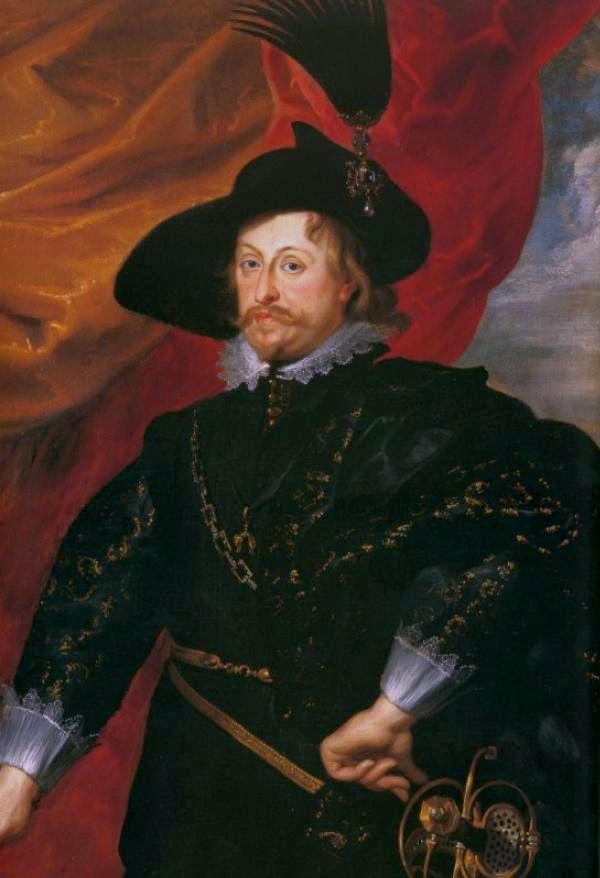
Портрет Принца Владислава Вази, 1624, Пітер Пауль Рубенс
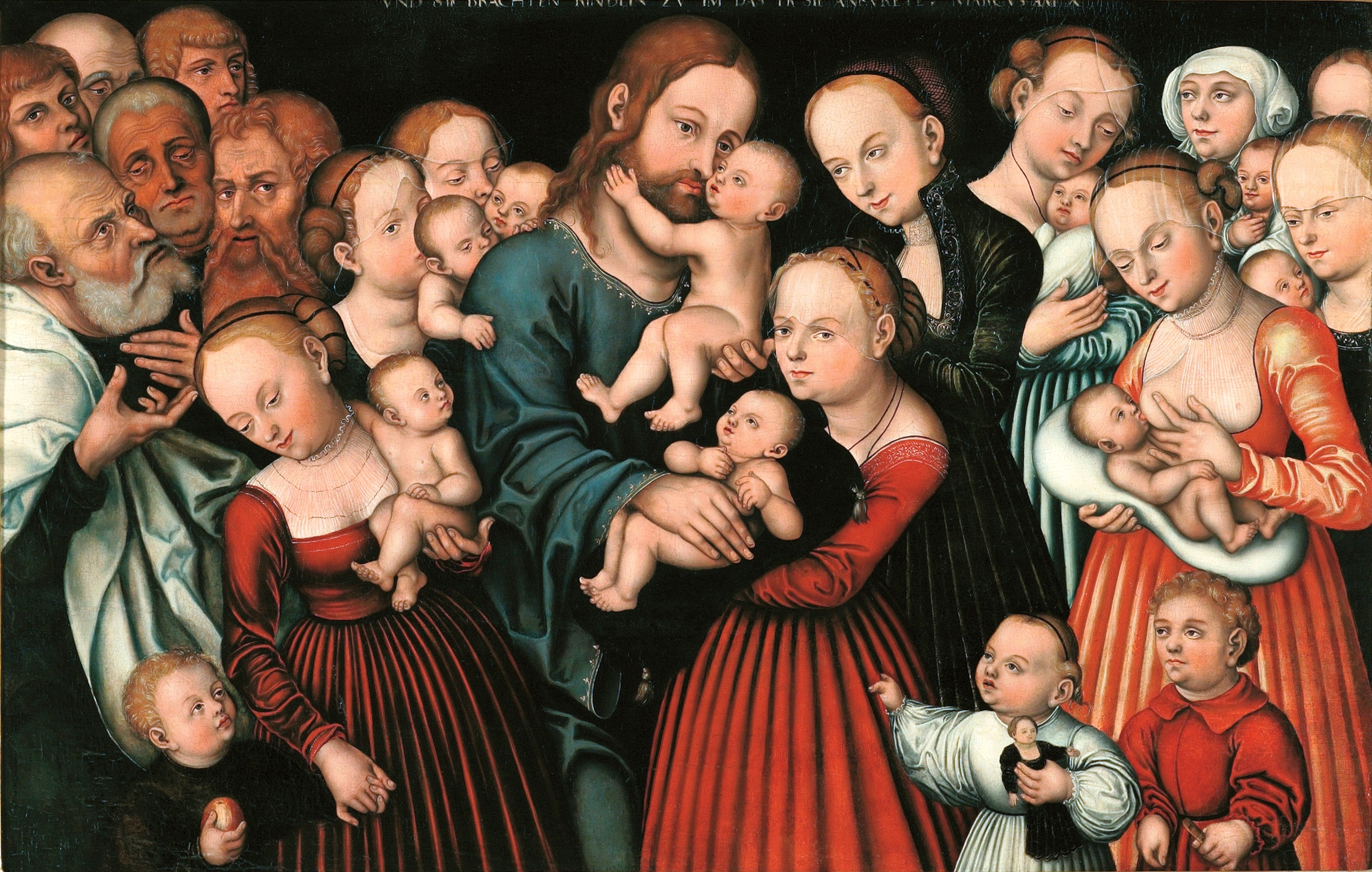
Христос благословляє дітей, 1537, Лукас Кранах старший
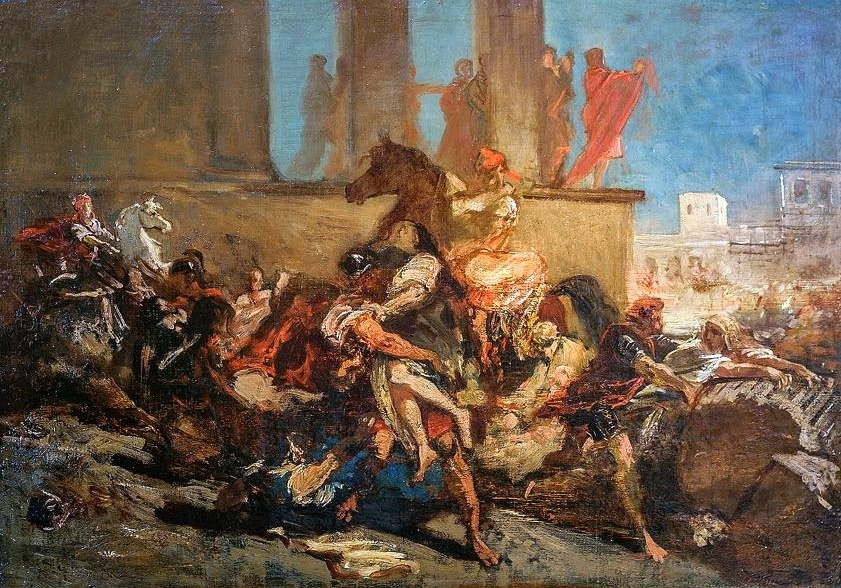
Згвалтування сабінських жінок, Ежен Делакруа
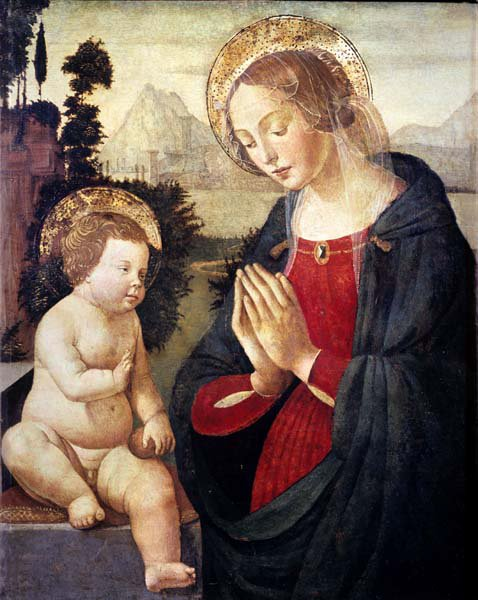
Поклоніння дитині, 1490, Доменіко Гірландайо
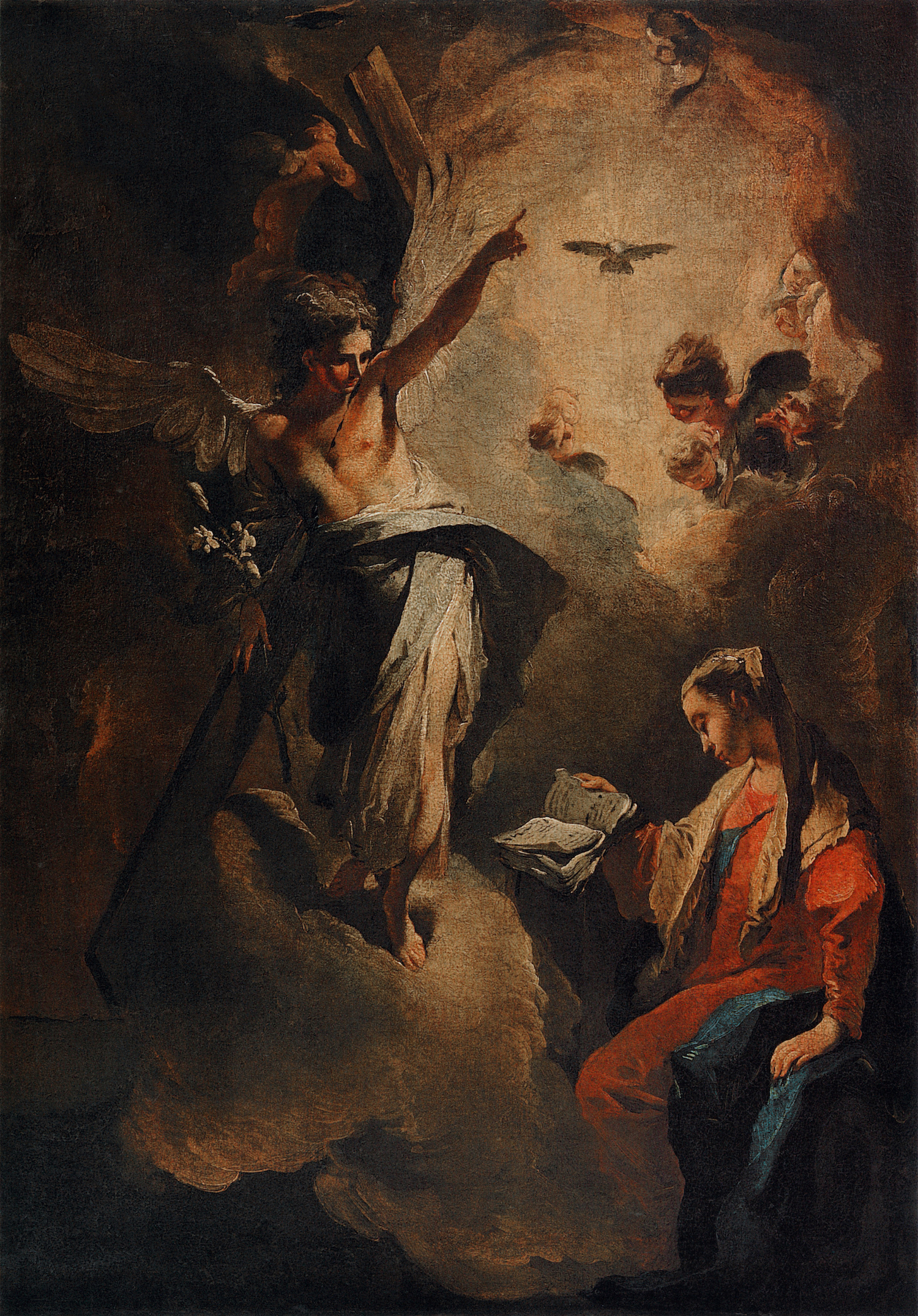
Благовіщення, 1725, Джованні Баттіста Тьєполо
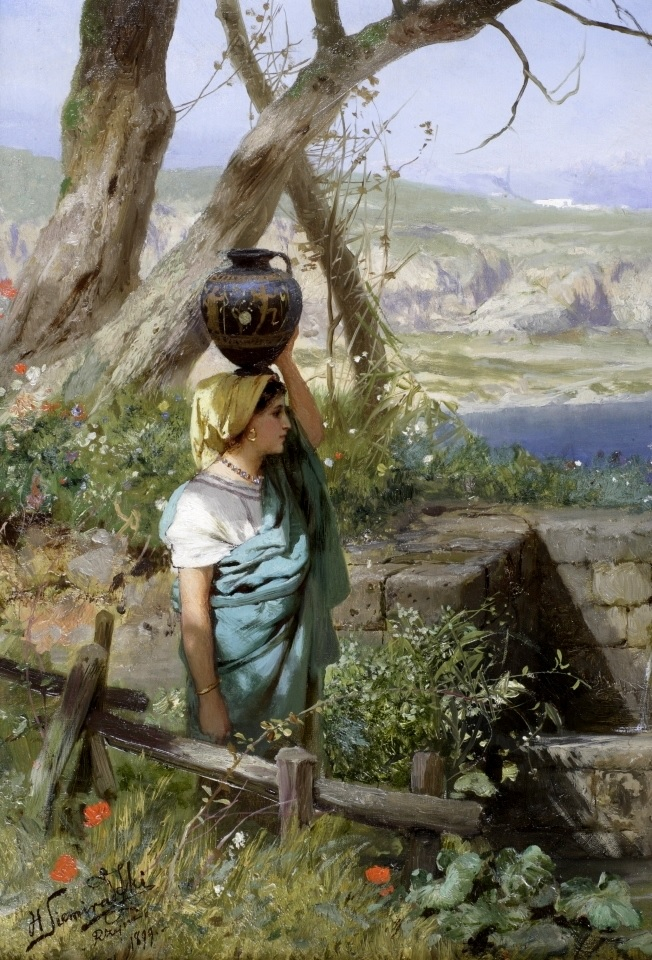
До весни, 1899, Генріх Семирадський

## Цікаві факти
Нагородний меч гетьмана Петра Сагайдачного, який було віднайдено у 1996 році в Музеї імені Чарторийських у м. Кракові (Польща) істориком Тарасом Чухлібом, станом на 2023 рік зберігається в Королівському замку на Вавелі.